# Power line communication
Komunikacja elektroenergetyczną siecią rozdzielczą, komunikacja elektroenergetyczną siecią dystrybucyjną (ang. power line communication, PLC) – zbiór technologii umożliwiających transmisję danych przez sieć elektroenergetyczną (według PN-EN 50090-1 „transmisję liniami zasilającymi”). 
Ze względu na równoczesny i różnokierunkowy rozwój technologii używane są często równoważne nazwy:
- PLC (power line communication) – komunikacja po liniach zasilających (komunikacja po liniach elektroenergetycznych, komunikacja po liniach energetycznych)
- PLC (power line carrier) – nośnik linii zasilającej
- PLT (power line telecommunication) – telekomunikacja po liniach zasilających
- BPL (broadband over power line) – szerokopasmowa sieć zasilająca
- PLN (power line networking) – transmisja liniami zasilającymi
- PDSL (powerline digital subscriber line) – energetyczna linia abonencka.

Technologia oparta jest na przesyłaniu równolegle z napięciem zasilającym o częstotliwości 50 (lub 60) Hz sygnału z danymi o wiele wyższej częstotliwości (od kilku kiloherców do kilkudziesięciu megaherców). Wykorzystuje to sposób podejścia do sieci elektroenergetycznej i domowej instalacji elektrycznej jako naturalnego medium transmisji sygnału alternatywnego dla mediów takich jak sieć telekomunikacyjna, sieć radiowa itp. Sprawia to, że rozwiązanie to jest atrakcyjne finansowo, ponieważ wykorzystuje już istniejącą infrastrukturę sieci zasilających.
Cele transmisji liniami zasilającymi:
- obsługa elektroenergetycznej sieci rozdzielczej przez operatorów systemów dystrybucji (telemetria, telesterowanie)
- zdalny odczyt liczników w HAN (AMI)
- komunikacja urządzeń sterujących automatyką budynkową
- dostęp do Internetu
- dostęp do telewizji kablowej
- dostęp do telefonii cyfrowej

Rozwiązania tej technologii dają użytkownikom możliwości m.in. w dziedzinie dostęp do Internetu w budynkach, w których brak jest odpowiedniej instalacji dedykowanej dla sieci komputerowej, ale istnieje instalacja elektryczna. Spotykają się one jednak z krytyką ze strony krótkofalowców, gdyż często stają się źródłem fali radiowych i powodują zakłócenia (sieci energetyczne nie są projektowane pod kątem przesyłania sygnałów o dużych częstotliwościach), ale mimo to zgodnie z prawem nie są traktowane jako urządzenia radiowe.

## Topologia
Elektrownia wysyła prąd liniami wysokiego napięcia do stacji transformatorowych, a następnie jest przesyłany do mniejszych stacji, skąd wychodzi już jako prąd o napięciu 230 V, 50 Hz używany w domach. Przy tych transformatorach dodawany jest sygnał PLC. Użytkownik końcowy podpina modem do gniazdka zasilającego a następnie łączy go z komputerem złączem np: Ethernet, USB.
ETSI TS 101 867 gwarantuje większą prędkość od poprzednika dzięki znacznemu powiększeniu pasma transmisyjnego. W przypadku transmisji od baz nadawczych zewnętrznych jest to około 1,6-10 MHz do 10-30 MHz wewnątrz budynków.

## Protokoły transmisyjne
Wykorzystanie technik modulacji sygnałów liniowych pozwala na skuteczny przekaz pojedynczych elementów składających się na dane użytkownika. Jednak kompleksowa realizacja wymiany informacji możliwa jest pod warunkiem dysponowania efektywnym protokołem realizującym funkcje wyższych warstw standardowego modelu odniesienia. Większość rozwiązań tego typu to oryginalne opracowania producentów oferujących własne rozwiązania, zaś ich opatentowane wersje stają się z czasem sieciowymi standardami faktycznymi. 
Lista najczęściej spotykanych na rynku rozwiązań tej klasy obejmuje:
- X10 - historyczny protokół z początku 80. lat XX wieku, przeznaczony dla sterowania urządzeniami domowymi, dane w ramkach są transmitowane przy użyciu modulacji amplitudy, tuż po przejściu napięcia sieciowego przez zero,
- PL110/PL132 - otwarte standardy transmisji danych liniami zasilającymi opracowane przez złożony europejski system KNX (EIB),
- PLT-22 - złożony amerykański system firmowy LonWorks,
- HomePlug - standard transmisji Ethernet siecią zasilającą,
- CEBus - wykorzystuje pakiety danych sterujących transmitowane z szybkością około 10 kbit/s, przy wykorzystaniu techniki rozproszonego widma (CDMA) i wielodostępu ze śledzeniem nośnej oraz wykrywaniem i rozstrzyganiem kolizji (CSMA/CDCR),
- PNT (Inari) - w pełni skalowalny system umożliwiający transfer o zróżnicowanych przepływnościach zapewnia wysoką jakość usług niezbędnych przy transmisji głosu oraz wideo,